# Prisekana piramida
| Množica prisekanih piramid                                         | Množica prisekanih piramid |
| ------------------------------------------------------------------ | -------------------------- |
| Primer petstrane (zgoraj) in kvadratne (spodaj) prisekane piramide |                            |
| Stranske ploskve                                                   | n trapezov 2 n-kotnika     |
| Robov                                                              | 3 n                        |
| Oglišč                                                             | 2 n                        |
| Simetrijska grupa                                                  | Cnv, [1,n], (*nn)          |
| Lastnosti                                                          | konveksna                  |

Prisekana piramida  (tudi frustum) je v geometriji 
del telesa (običajno stožca ali piramide), ki leži med dvema vzporednima ravninama, ki jo prerežeta.  

## Elementi
Vsak ravni presek je osnovna ploskev prisekane piramide. Kadar ima os je to os prvotnega stožca ali piramide. Prisekana piramida je krožna, če ima krožno osnovno ploskev. Je tudi pravilna, če je njena os pravokotna na obe osnovni ploskvi, v nasprotnem primeru pa je nagnjena.
Višina prisekane piramide je pravokotna razdalja med obema osnovnima ploskvama. 
Stožci in piramide lahko obravnavamo tudi kot izrojene primere, kadar poteka vsaj ena  ravnina reza skozi vrh (tako se pripadajoča osnovna ploskev zmanjša v točko).Prisekane piramide so podrazred prizmatoidov.
Kadar dve prisekani piramidi združimo v njihovih osnovnih ploskvah, dobimo dvojno prisekano piramido. 

## Prostornina
Prostornina stožčastega  ali prisekane piramide je enak telesu, ki ga dobimo preden odrežemo vrh ter odštejemo vrh. To pa je enako 
{\displaystyle V={\frac {h_{2}B_{2}-h_{1}B_{1}}{3}}}
kjer je
- {\displaystyle B_{1}} ploščina ene osnovne ploskve
- {\displaystyle B_{2}} ploščina druge osnovne ploskve
- {\displaystyle h_{1}} je pravokotna višina od vrha do ravnine spodnje osnovne ploskve
- {\displaystyle h_{2}} je pravokotna višina od vrha odrezanega dela do ravnine druge osnovne ploskve.

Če pa upoštevamo, da je 
{\displaystyle {\frac {B_{1}}{h_{1}^{2}}}={\frac {B_{2}}{h_{2}^{2}}}=} α lahko obrazec za prostornino izrazimo  samo kot odvisnost od α/3 in razlike tretjih potenc višin h1 in h2. Pri tem je (h2−h1) in višina prisekane piramide  in α(h12 + h1h2 + h22)/3  za porazdelitev α, kar nam da Heronovo sredino za B1 in B2. Iz tega dobimo  drugi obrazec za prostornino
{\displaystyle V={\frac {h}{3}}(B_{1}+B_{2}+{\sqrt {B_{1}B_{2}}})}.
Prostornina prisekanega krožnega stožca pa je
{\displaystyle V={\frac {\pi h}{3}}(R_{1}^{2}+R_{2}^{2}+R_{1}R_{2})}
kjer je π 3,14159265...in R1, R2 sta polmera obeh osnovnih ploskev.
Prostornina prisekane piramide, ki ima za osnovno ploskev n-kotni  mnogokotnik pa je
{\displaystyle V={\frac {nh}{12}}(a_{1}^{2}+a_{2}^{2}+a_{1}a_{2})\cot {\frac {\pi }{n}}}
where a1  in  a2  sta stranici dveh osnovnih ploskev.       

## Površina
Pravokotni prisekani stožec 
ima obstransko površino
{\displaystyle {\begin{aligned}{\text{obstranska površina}}&=\pi (R_{1}+R_{2})s\\&=\pi (R_{1}+R_{2}){\sqrt {(R_{1}-R_{2})^{2}+h^{2}}}\end{aligned}}}
in
{\displaystyle {\begin{aligned}{\text{celotno površino}}&=\pi ((R_{1}+R_{2})s+R_{1}^{2}+R_{2}^{2})\\&=\pi ((R_{1}+R_{2}){\sqrt {(R_{1}-R_{2})^{2}+h^{2}}}+R_{1}^{2}+R_{2}^{2})\end{aligned}}}
kjer je  
- {\displaystyle R_{1}} polmer osnovne ploskve
- {\displaystyle R_{2}} polmer zgornje osnovne ploskve
- {\displaystyle s} je višina prisekanega stožca.

Površina prisekanega pravokotnega, katerega osnovna ploskev je podobna n-kotnemu mnogokotniku je
{\displaystyle A={\frac {n}{4}}\left[(a_{1}^{2}+a_{2}^{2})\cot {\frac {\pi }{n}}+{\sqrt {(a_{1}^{2}-a_{2}^{2})^{2}\sec ^{2}{\frac {\pi }{n}}+4h^{2}(a_{1}+a_{2})^{2}}}\right]}
kjer sta
a1 in a2 sta stranici vsake izmed osnovnih ploskev. 